# Pluvier de Wilson
Anarhynchus wilsonia
Espèce
Synonymes
Charadrius wilsonia
Répartition géographique
Statut de conservation UICN

 LC  : Préoccupation mineure
Le Pluvier de Wilson (Anarhynchus wilsonia, anciennement Charadrius wilsonia) est une petite espèce d'oiseaux limicoles de la famille
Son nom est attribué à l'ornithologue américain Alexander Wilson (1766–1813).

## Sous-espèces
Selon la classification de référence du Congrès ornithologique international (15.1, 2025) il se répartit en quatre sous-espèces (ordre philogénique) :
- Anarhynchus wilsonia wilsonia (Ord, 1814) — littoral atlantique des États-Unis, golfe du Mexique et Antilles ;
- Anarhynchus wilsonia beldingi (Ridgway, 1919) — littoral pacifique américain ;
- Anarhynchus wilsonia cinnamominus (Ridgway, 1919) — littoral de la Colombie à la Guyane, sud des Antilles (jusqu'aux Grenadines) ;
- Anarhynchus wilsonia crassirostris (Spix, 1825) — littoral de l'Amapá à Bahia.

La sous-espèce Anarhynchus wilsonia brasiliensis Grantsau & P.C. Lima 2008  n'est pas reconnu par toutes les autorités.